# Playa de la Ampolla
La playa de la Ampolla es una playa de arena del municipio de Teulada en la provincia de Alicante (España).
Esta playa limita al norte con el Castillo de Moraira y al sur con la Playa de les Playetes y tiene una longitud de 440 m, con una amplitud de 25 m.
Se sitúa en un entorno urbano, disponiendo de acceso por carretera. Cuenta con paseo marítimo. Es una playa balizada.
- Esta playa cuenta con el distintivo de Bandera Azul

- Datos: Q6079084